# Procés de Bolonya
El procés de Bolonya és el nom amb el qual es coneix tot un conjunt de mesures que pretenen configurar el que s'anomena Espai Europeu d'Ensenyament Superior o EEES.

## Història
Té com a precedent, l'any 1988, la signatura pels rectors d'universitats europees de la Carta Magna d'Universitats i deu anys després, el 1998, la Declaració de Sorbona en una reunió de ministres d'educació de quatre estats europeus (Alemanya, Itàlia, França i Regne Unit). Un any després, 29 ministres d'educació d'Europa signen la Declaració de Bolonya, que dona nom al procés i en la qual s'estableixen els fonaments de l'EEES i es fixa el 2010 com a data de finalització del procés. En posteriors reunions, es perfilen més canvis i s'hi afegeixen més estats (Comunicat de Praga 2001, Comunicat de Berlín 2003, i Comunicat de Bergen 2005), encara que el ritme d'implantació és desigual entre els diferents signants.

## Països signants

Espai Europeu d'Ensenyament Superior

Els països que formen part del procés de Bolonya són: 
- Albània
- Alemanya
- Andorra
- Armènia
- Àustria
- Azerbaidjan
- Belarús
- Bèlgica
- Bòsnia i Hercegovina
- Bulgària
- Croàcia
- Dinamarca
- Eslovàquia
- Eslovènia
- Espanya
- Estònia
- Finlàndia
- França
- Geòrgia
- Grècia
- Hongria
- Irlanda
- Islàndia
- Itàlia
- Kazakhstan
- Letònia
- Lituània
- Luxemburg
- Macedònia del Nord
- Malta
- Moldàvia
- Noruega
- Països Baixos
- Polònia
- Portugal
- República Txeca
- Romania
- Rússia
- San Marino
- Sèrbia
- Montenegro
- Suècia
- Suïssa
- Turquia
- Ucraïna
- Regne Unit
- el Vaticà
- Xipre

## Canvis
El procés pretén crear un Espai Europeu d'Educació Superior en el qual les titulacions puguin ser reconegudes a qualsevol país i es millori la mobilitat dels estudiants. Per aconseguir-ho, es pren com a exemple el model anglosaxó, on les carreres s'estructuren en tres cicles: grau, màster i doctorat.
Alguns dels canvis més evidents són:
- Sistema Europeu de Transferència de Crèdits (ECTS - European Credit Transfer System en anglès). Amb aquest sistema es pretén millorar la comparació i transferència dels cursos impartits arreu d'Europa. Per mesurar-ho s'emfatitza el temps d'estudi que ha de dedicar l'alumne més que no pas el nombre d'hores lectives.
- Suplement Europeu al Títol. És un document que s'annexa al títol i que descriu els estudis cursats per fer possible una homologació i comparació a nivell europeu.
- Sistema de titulacions de 2 cicles. Prenent com a model el sistema anglosaxó, les titulacions consisteixen en un primer cicle genèric de 3 o 4 anys que dona lloc al títol de Grau (bachelor en anglès) i un segon cicle d'1 o 2 anys al de Màster. La diferenciació entre diplomatures i llicenciatures, per exemple, s'esvaneix. Tots els estats de l'Espai Europeu d'Ensenyament Superior han adoptat l'anomenat model "3+2" (bachelor de 3 anys, màster de 2 anys), excepte Xipre, Turquia, Eslovènia i Espanya, que són els únics quatre estats del continent on s'imparteixen graus de quatre anys.

## Propostes
Amb aquest seguit de mesures es pretén promocionar:
- La mobilitat estudiantil i laboral arreu d'Europa, en consonància amb l'actual programa Erasmus.
- La configuració d'un sistema europeu d'educació i de recerca més atractiu a nivell mundial.
- Una millora de la incorporació dels estudiants al món del treball gràcies a un caràcter més modular de les titulacions.
- El reconeixement automàtic dels títols arreu del continent.

Tot i això existeix un ventall de motivacions no estrictament acadèmiques que vinculen el procés d'implementació de l'Espai Europeu d'Educació Superior al desenvolupament de l'Acord General de Comerç de Serveis (ACGS), raó per la qual alguns l'han comparat amb l'Espai d'Educació Superior Llatinoamericà i del Carib Arxivat 2009-01-25 a Wayback Machine..

## El procés de Bolonya per països

### El procés de Bolonya aEspanya
A Espanya els títols de Grau i Postgrau, establerts mitjançant Reial decret, tenen la següent estructura:
- Títol de grau, de 180 a 240 ECTS (de 3 a 4 anys lectius). Excepcions: Arquitectura, Farmàcia (pla de formació 57: 343 ECTS), Odontologia i Veterinària amb 300 ECTS, Medicina amb 360 ECTS (6 anys lectius); aquests títols de grau de durada excepcional són considerats equivalents a un títol de màster.[3]
- Títol de màster, de 60 a 120 ECTS (d'1 a 2 anys lectius).
- Doctorat, segons cada universitat.[4]

Es produirà una homogeneïtzació i reducció del nombre de titulacions actualment existents, així com els màsters i un encariment del crèdit de matrícula (pujada de taxes). Els graus seran més generals, mentre que els màsters seran més específics i estaran enfocats al mercat.
| «                                              | [Les noves titulacions] tenen com a finalitat l'obtenció per part de l'estudiant d'una formació general, en una o diverses disciplines, orientada a la preparació per a l'exercici d'activitats de caràcter professional | » |
| — Article 9, pto. 1 del Reial decret 1393/2007 | |   |

| «                                                                       | Per a l'establiment d'un títol oficial de Grau, l'informe del Consell de Coordinació Universitària haurà de contenir referència expressa, almenys, als següents aspectes: [...]d) Rellevància del títol per al desenvolupament del coneixement i per al mercat laboral espanyol i europeu.[...] | » |
| — Capítol III, art. 9, punt 3 del REIAL DECRET 55/2005, de 21 de gener. | |   |

| «                                                      | […] els programes universitaris han d'estructurar-se de manera que es millori directament la ocupabilitat dels llicenciats. Les universitats han d'oferir plans d'estudi, mètodes docents i programes de formació o reensinistrament innovadors que, a les capacitats més pròpies de la disciplina, sumin unes altres de caràcter més ampli relacionades amb l'ocupació […] Fins i tot es pretén anar més enllà de les necessitats del mercat de treball i estimular una mentalitat emprenedora entre els alumnes. | » |
| — Butlletí Oficial de la Junta d'Andalusia n.º146,2007 | |   |

L'encarregada final d'aprovar els plans d'estudi serà l'Agència Nacional d'Avaluació de la Qualitat i Acreditació (ANECA). Aquesta organització ha declarat recentment, seguint informes europeus de 2001 que:
| «                      | [...] la universitat ja no és més un lloc tranquil per a ensenyar, fer treball acadèmic a un ritme pausat i contemplar el univers com ocorria en segles passats. Ara és un potent negoci, complex, demandant i competitiu que requereix inversions contínues i de gran escala. | » |
| — Skilbeck 2001, pg.29 | |   |

| « | El discurs de modernització de l'estructura universitària, amb la seva cerca de nous marcs d'aprenentatge ha calat amb força, i són moltes les mesures que s'han posat en pràctica amb la finalitat de convertir l'ensenyament universitari en excel·lent i adaptar-la a les necessitats de les empreses. | » |

| «                                                                                 | [...] per a això s'han analitzat i s'estan analitzant, a través de nombroses recerques en el mercat de treball, quins són els requeriments actuals de les organitzacions empresarials. Les universitats, per part seva, adaptaran els seus plans d'estudi i mètodes d'aprenentatge a aquest catàleg de competències. | » |
| — Text oficial de l'ANECA: El debat sobre les competències. José Joaquín Brunner. | |   |

El finançament dependrà de la productivitat de les universitats i serà tant pública com privada:
| «                                                      | Les universitats han de finançar-se més pel que fan que pel que són, centrant el finançament més en els resultats pertinents que en els inputs […] Això suposa una diversificació proactiva de les seves fonts de finançament mitjançant la col·laboració amb empreses […], fundacions i altres fonts privades. | » |
| — Butlletí Oficial de la Junta d'Andalusia n.º146,2007 | |   |

En diversos informes del Govern d'Espanya es parla de l'augment de beques-préstecs en detriment de les beques convencionals.
| «                                                       | Amb el sistema de préstecs, els estudiants es fan més conscients del cost de la seva educació, tenen més incentius per a exigir un ensenyament de qualitat, i han d'esforçar-se en els estudis i en el treball, per a poder retornar el finançament rebut. De fet, cal pensar que la gratuïtat de l'ensenyament superior no sols no promou l'esforç dels estudiants, sinó que tendeix a crear problemes de selecció adversa, atraient a la Universitat a estudiants que no tenen possibilitats de completar els estudis; especialment si existeix un sistema de beques que proporcioni ingressos a més de cobrir les taxes. | » |
| — Informe Universidad 2000, cap. 5 Financiación, p. 270 | |   |

### Elprocés de Bolonyaen altres països de l'EEES
Itàlia va reformar el sistema universitari  (universitats miur i anvur,) según les indicacions del procés de Bolonya, en 1999 (D.M 509/99). En 2009 el govern de Silvio Berlusconi va voler tornar a reformar el sistema mitjançant la Llei Gelmini, que afecta el finançament de la universitat pública i no a l'esperit de la reforma de 1999. Les crítiques fan referència al fet que en la llei s'amaga un pla per a desmantellar l'educació pública. A causa de les mobilitzacions dels estudiants, professors i personal de les universitats, el govern ha decidit ajornar un any la instauració de llei. Segons els mitjans de comunicació, més d'un milió d'estudiants van sortir al carrer contra la llei d'educació. L'oposició italiana (Walter Veltroni, PD) està intentant promoure un referèndum.
A Grècia, al maig de 2008, es va debatre en el Parlament sobre la nova Llei Grega d'Universitats i la seva possible anticonstitucionalitat. L'Article 16 de la Constitució Grega, que prohibeix el funcionament d'universitats privades al país, va ser l'epicentre de discussió en la Cambra dels Diputats. El moviment estudiantil va centrar les seves crítiques en la pujada de taxes, ja que fins al moment els estudiants de menor renda no havien de pagar matrícula, i contra la creació d'un contracte precari similar al CPE (Contracte Primera Ocupació) francès. El ministre d'educació, Euripidis Stilianidis, va mediar per a l'esmena d'aquest article amb el suport del president del partit conservador LAOS, Giorgos Karatzaferis. No obstant això l'aprofundiment de les reformes està paralitzada des de llavors per a evitar una reacció dels estudiants, com durant les manifestacions de 2007.

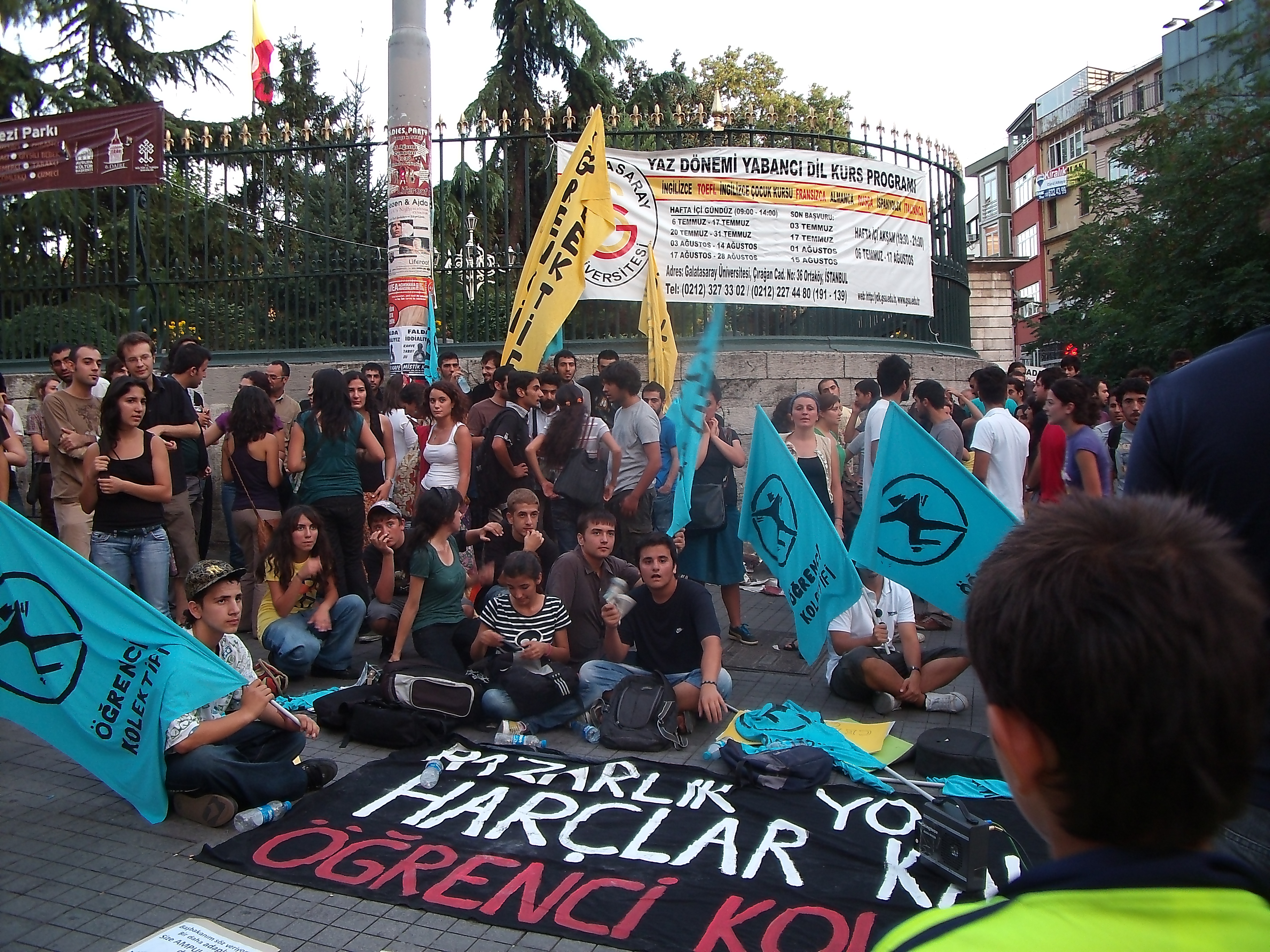
Manifestació d'estudiants contra la implantació del Procés de Bolonya i la pujada de taxes a Istanbul, Turquia.

A Turquia els estudiants han protestat massivament contra la pujada de les taxes, que per al curs 2009/2010 ha estat d'un 80%. Diverses manifestacions s'han succeït en 2009 així com tancaments en les principals universitats del país, com la Universitat d'Istanbul, la Universitat de Galatasaray o la Universitat del Bòsfor.
A Croàcia es va produir una vaga general d'estudiants entre març i abril de 2009 protestant contra l'aplicació del Pla Bolonya que va afectar principalment les universitats de Zadar i Split.
A Sèrbia les principals crítiques dels estudiants se centren en l'augment de les taxes i l'empobriment dels continguts.
A l'Alemanya, on el desenvolupament del Procés de Bolonya està més avançat que a Espanya, s'han produït tancaments, manifestacions i fins i tot s'ha dut a terme una vaga general d'estudiants en 2009, la primera en molt de temps.
França ha viscut grans manifestacions, especialment durant el curs 2008/2009 en el qual s'han multiplicat els tancaments per tot el país i els estudiants van arribar a ocupar el ajuntament de París. L'objectiu principal era l'anul·lació de la LRU (Llei sobre les Llibertats i Responsabilitats de les universitats) i la dimissió de Valérie Pécresse com a ministra d'Ensenyament Superior. En les manifestacions han participat tant estudiants com professors.

## Crítiques

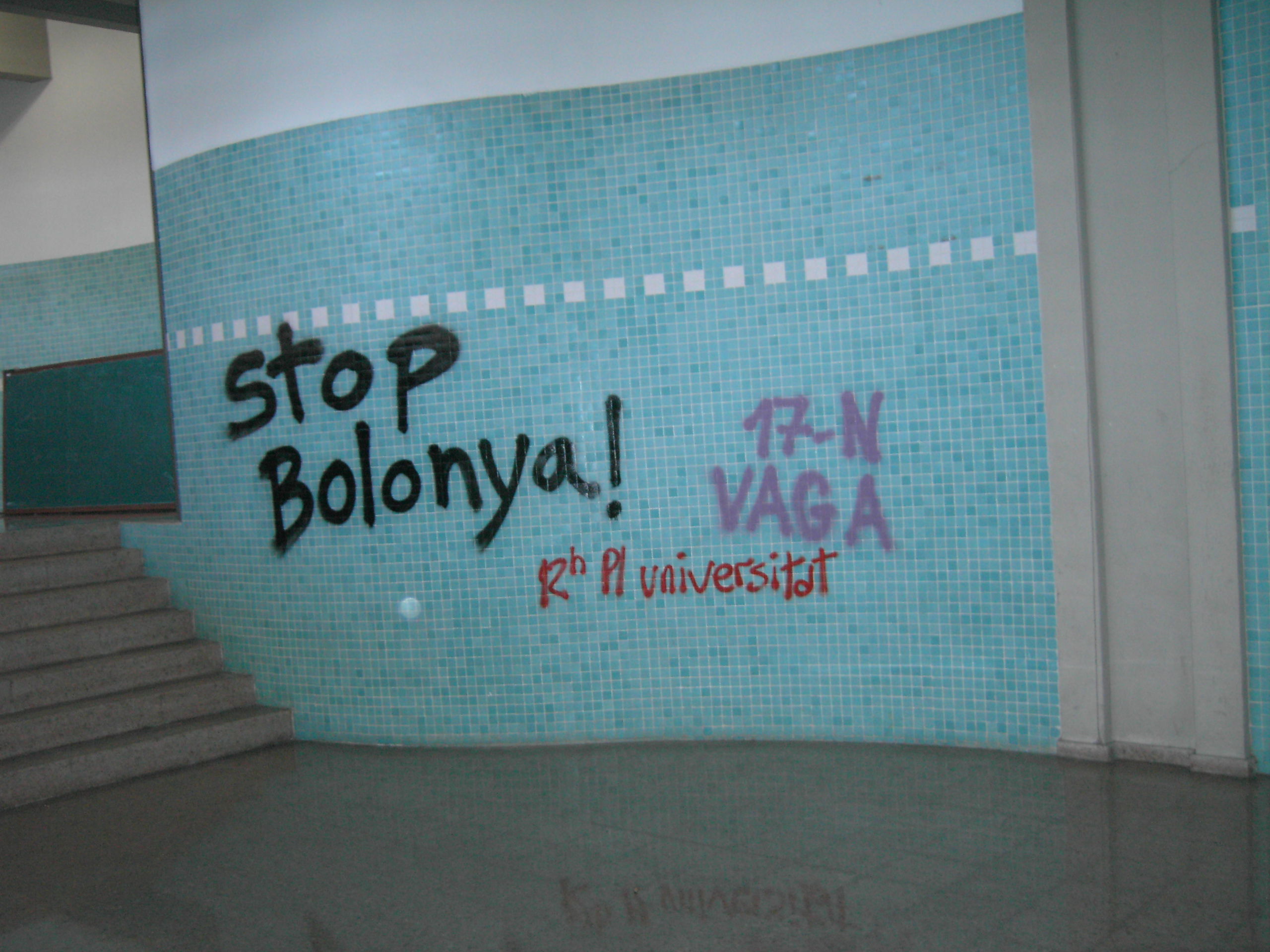
Pintada de protesta contra el procés de Bolonya a la UAB

Des dels seus començaments, el procés ha patit les crítiques d'un gran nombre de sectors estudiantils als Països Catalans i a la resta d'Europa en considerar que les reformes s'emmarquen en una progressiva política de privatització de l'ensenyament superior i precarització del món laboral. Es lamenta especialment que les propostes no garanteixen un finançament adequat ni dels estudiants ni de les universitats públiques, i porten a una consegüent major dependència de certs sectors empresarials, que condicionarien per altra banda el panorama acadèmic. Els estudiants es queixen que aquest espai comporta també una "mercantilització" de les universitats, ja que expliquen que es promou, per exemple, que les empreses puguin finançar algunes titulacions segons el seu interès, que s'eliminin les carreres que no tenen sortides laborals concretes, que s'hagin de pagar màsters per tenir nivell de llicenciatura o que es doni preeminència a les beques-crèdit en comptes de les beques sense contrapartida.
La matinada del 14 de novembre de 2007, en el marc de les mobilitzacions contra Bolonya convocades per la Plataforma Mobilitzadora en Defensa de la Universitat Pública (PMDUP) i el Sindicat d'Estudiants dels Països Catalans (SEPC), una seixantena d'estudiants es van tancar al campus del Raval de la UB per tal de reclamar diàleg entorn de l'aplicació de l'EEES. La tancada durà unes 5 hores i finalitzà amb l'acceptació de vuit de les reivindicacions dels estudiants i el compromís d'establir diàleg entre rectorat, el conseller Josep Huguet i els estudiants.
Les mobilitzacions augmentaren el curs següent, a partir de l'ocupació de la Facultat de Ciències Polítiques i Sociologia de la Universitat Autònoma de Barcelona (UAB), el 17 de novembre de 2008, que ràpidament s'escampà per la resta de la UAB i per la resta d'universitats dels Països Catalans durant un mes. La repressió a les mobilitzacions a la UAB va comportar 31 estudiants expedientats dels quals 6 van ser expulsats de la universitat.
De les ocupacions, cal destacar especialment la que es va realitzar el 22 de novembre de 2008, després de manifestar-se en contra del Pla Bolonya, on els estudiants iniciaren una tancada indefinida al rectorat de la Universitat de Barcelona. L'anomenaren Tancada a la Central, i estigueren ocupant els espais del rectorat de l'Edifici Històric gairebé quatre mesos. El 18 de març de 2009, el rector Dídac Ramírez n'ordenà el desallotjament als Mossos d'Esquadra, que aquests executaren, segons els estudiants, de forma especialment violenta. Durant les múltiples manifestacions que tingueren lloc arran del desallotjament, es realitzaren diverses detencions i més de dues-centes persones resultaren ferides per l'actuació de la Brigada Mòbil dels Mossos d'Esquadra, majoritàriament estudiants, tot i que també nombrosos periodistes i reporters gràfics. L'actuació de l'Àrea de Brigada Mòbil va posar pressió social al conseller d'Interior de la Generalitat de Catalunya Joan Saura i va comportar la destitució del director general dels Mossos, Rafael Olmos, setmanes més tard.
De les accions que es realitzaren contra l'aplicació del Procés de Bolonya, també s'ha de destacar la vaga de fam per la universitat pública que es realitzà des del SEPC de la UAB, protagonitzada per un estudiant i que es va iniciar el 23 de febrer de 2009 i finalitzà el 25 de març amb l'hospitalització del vaguista. El principal objectiu de la vaga de fam era forçar l'establiment del diàleg amb les institucions perquè l'aplicació de l'EEES es realitzés amb la participació de tota la comunitat educativa.